# Список дипломатичних місій Румунії

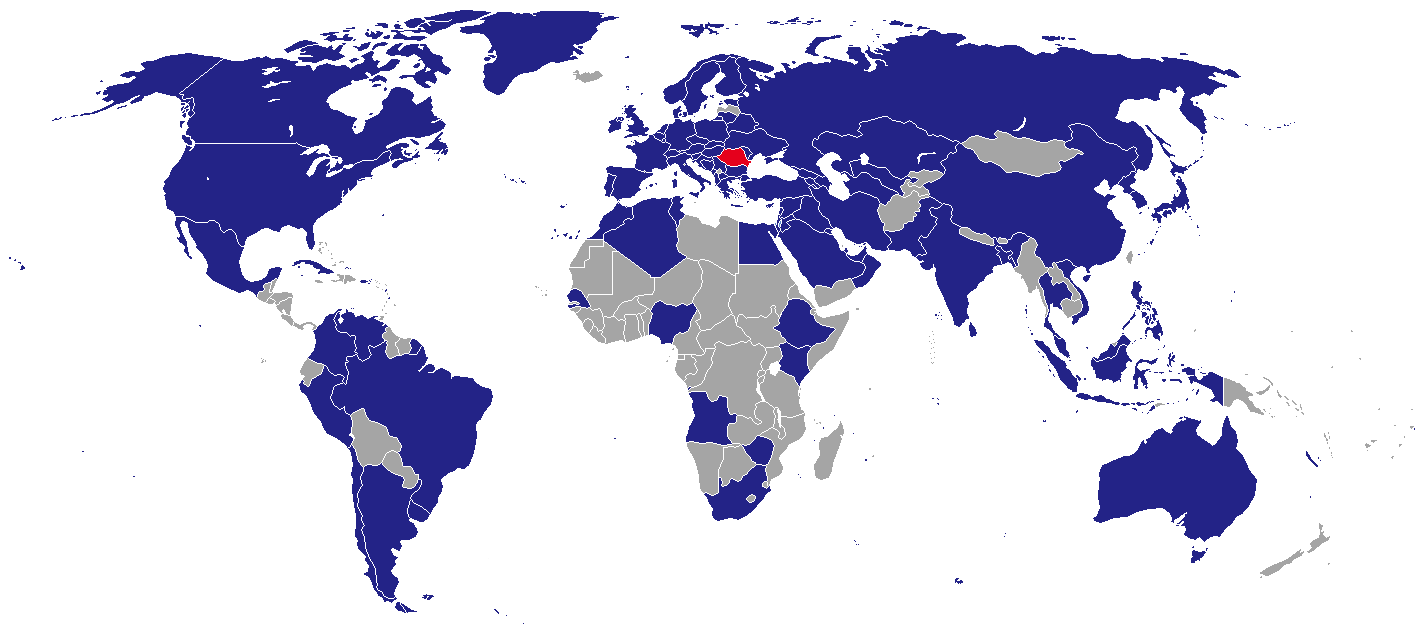
Країни, де є посольство Румунії

Нижче представлено список дипломатичних місій Румунії. Румунія має посольства в 95 країнах світу, а також 45 консульств, більшість з яких знаходяться в європейських країнах.

## Посольства

### Європа
- Австрія
- Азербайджан
- Албанія
- Бельгія
- Білорусь
- Болгарія
- Боснія і Герцеговина
- Ватикан (також акредитоване при Мальтійському ордені)
- Велика Британія
- Вірменія
- Греція
- Грузія
- Данія (також акредитоване в Ісландії)
- Естонія
- Ірландія
- Іспанія
- Італія (також акредитоване на Мальті і в Сан-Марино)
- Кіпр
- Литва (також акредитоване в Латвії)
- Люксембург
- Молдова
- Нідерланди
- Німеччина
- Норвегія
- Польща
- Португалія
- Північна Македонія
- Росія
- Сербія
- Словаччина
- Словенія
- Туреччина
- Угорщина
- Україна
- Фінляндія
- Франція (також акредитоване в Андоррі та Монако)
- Хорватія
- Чехія
- Чорногорія
- Швейцарія (також акредитоване в Ліхтенштейні)
- Швеція

### Азія та Австралія
| Посольство в               | Акредитоване в                                                                   |
| -------------------------- | -------------------------------------------------------------------------------- |
| Австралія                  | Вануату Кірибаті Науру Нова Зеландія Самоа Соломонові Острови Тонга Тувалу Фіджі |
| Афганістан                 |                                                                                  |
| Бангладеш                  |                                                                                  |
| В'єтнам                    | Камбоджа                                                                         |
| Ізраїль                    |                                                                                  |
| Індія                      | Бутан Мальдіви Непал                                                             |
| Індонезія                  | Східний Тимор                                                                    |
| Ірак                       |                                                                                  |
| Іран                       |                                                                                  |
| Йорданія                   |                                                                                  |
| Казахстан                  | Киргизстан Таджикистан                                                           |
| Катар                      |                                                                                  |
| КНР                        | Монголія                                                                         |
| Кувейт                     |                                                                                  |
| Ліван                      |                                                                                  |
| Малайзія                   | Бруней                                                                           |
| ОАЕ                        | Багамські Острови Оман Ємен                                                      |
| Пакистан                   |                                                                                  |
| Палестина (представництво) |                                                                                  |
| Південна Корея             |                                                                                  |
| Північна Корея             |                                                                                  |
| Саудівська Аравія          |                                                                                  |
| Сирія                      |                                                                                  |
| Сінгапур                   | Папуа Нова Гвінея                                                                |
| Таїланд                    | М'янма Лаос                                                                      |
| Туркменістан               |                                                                                  |
| Узбекистан                 |                                                                                  |
| Філіппіни                  | Маршаллові Острови Федеративні Штати Мікронезії Палау                            |
| Шрі-Ланка                  |                                                                                  |
| Японія                     |                                                                                  |

### Америка
| Посольство в | Акредитоване в |
| ------------ | --- |
| Аргентина    | Парагвай |
| Бразилія     | Гаяна Суринам |
| Венесуела    | Антигуа і Барбуда Багамські Острови Барбадос Гренада Домініка Сент-Вінсент і Гренадини Сент-Кіттс і Невіс Сент-Люсія Тринідад і Тобаго |
| Канада       | |
| Колумбія     | Домініканська Республіка Панама |
| Куба         | Гаїті Ямайка |
| Мексика      | Беліз Гаяна Гондурас Коста-Рика Нікарагуа Сальвадор                                                                                    |
| Перу         | Болівія Еквадор |
| США          | |
| Уругвай      | |
| Чилі         | |

### Африка
| Посольство в | Акредитоване в                                                                                             |
| ------------ | --- |
| Алжир        | Республіка Конго ДР Конго                                                                                  |
| Ангола       | Сан-Томе і Принсіпі                                                                                        |
| Ефіопія      | |
| Єгипет       | Джибуті Еритрея                                                                                            |
| Зімбабве     | Малаві |
| Кенія        | Бурунді Руанда Танзанія Уганда                                                                             |
| Лівія        | Чад |
| Марокко      | Мавританія                                                                                                 |
| Нігерія      | Бенін Габон Гана Екваторіальна Гвінея Камерун Ліван Нігер Сьєрра-Леоне Того                                |
| ПАР          | Ботсвана Замбія Коморські Острови Лесото Маврикій Мадагаскар Мозамбік Намібія Есватіні Сейшельські Острови |
| Сенегал      | Буркіна-Фасо Гамбія Гвінея Гвінея-Бісау Кабо-Верде Кот-д'Івуар Малі                                        |
| Судан        | Південний Судан Сомалі Центральноафриканська Республіка                                                    |
| Туніс        | |

## Генеральні консульства

### Європа
- Велика Британія
  - Единбург
- Греція
  - Салоніки
- Іспанія
  - Альмерія (консульство)
  - Барселона
  - Більбао
  - Кастельйон-де-ла-Плана (консульство)
  - Сарагоса (консульство)
  - Севілья
  - Сьюдад-Реаль (консульство)
- Італія
  - Барі
  - Болонья
  - Катанія (консульство)
  - Мілан
  - Трієст
  - Турин
- Молдова
  - Бєльці
  - Кагул
- Німеччина
  - Бонн
  - Мюнхен
- Росія
  - Ростов-на-Дону
  - Санкт-Петербург
- Сербія
  - Вршац
  - Заєчар
- Туреччина
  - Ізмір
  - Стамбул
- Угорщина
  - Дюла
  - Сегед
- Україна
  - Одеса
  - Солотвино (консульство)
  - Чернівці
- Франція
  - Ліон
  - Марсель
  - Страсбург

### Інші континенти
- Австралія
  - Сідней
- Бразилія
  - Ріо-де-Жанейро
- Канада
  - Ванкувер
  - Монреаль
  - Торонто
- КНР
  - Гонконг
  - Шанхай
- ОАЕ
  - Дубай
- ПАР
  - Кейптаун
- США
  - Лос-Анджелес
  - Нью-Йорк
  - Чикаго

## Представництва в міжнародних організаціях
- Європейський Союз: Брюссель
- Рада Європи: Страсбург
- НАТО: Брюссель
- ООН: Нью-Йорк

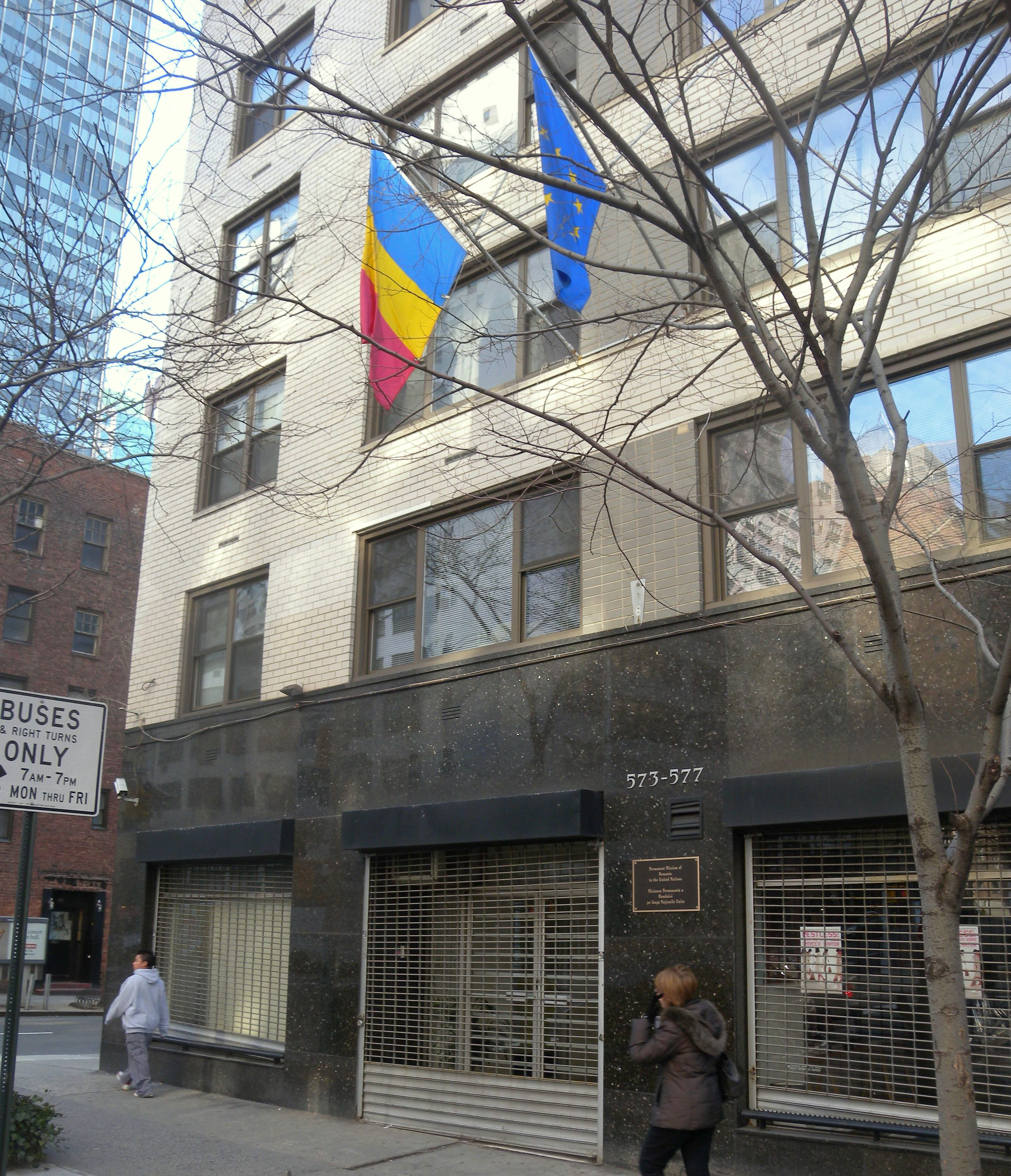
Представництво Румунії в ООН.

- ООН та інші міжнародні організації: Женева
- Всесвітня туристична організація
- ЮНЕСКО: Париж
- Продовольча та сільськогосподарська організація ООН: Рим
- Міжнародна організація цивільної авіації
- Представництво Румінії при міжнародних організаціях у Відні
- Дунайська комісія: Будапешт

## Румунські інститути
- Австрія - Відень
- Бельгія - Брюссель
- Велика Британія - Лондон
- Ізраїль - Тель-Авів
- Іспанія - Мадрид
- Італія - Рим
- Італія - Венеція
- Молдова - Кишинів
- Німеччина - Берлін
- Польща - Варшава
- Португалія - Лісабон
- США - Нью-Йорк
- Туреччина - Стамбул
- Угорщина - Будапешт
- Франція - Париж
- Чехія - Прага
- Швеція - Стокгольм

## Галерея

### Посольства

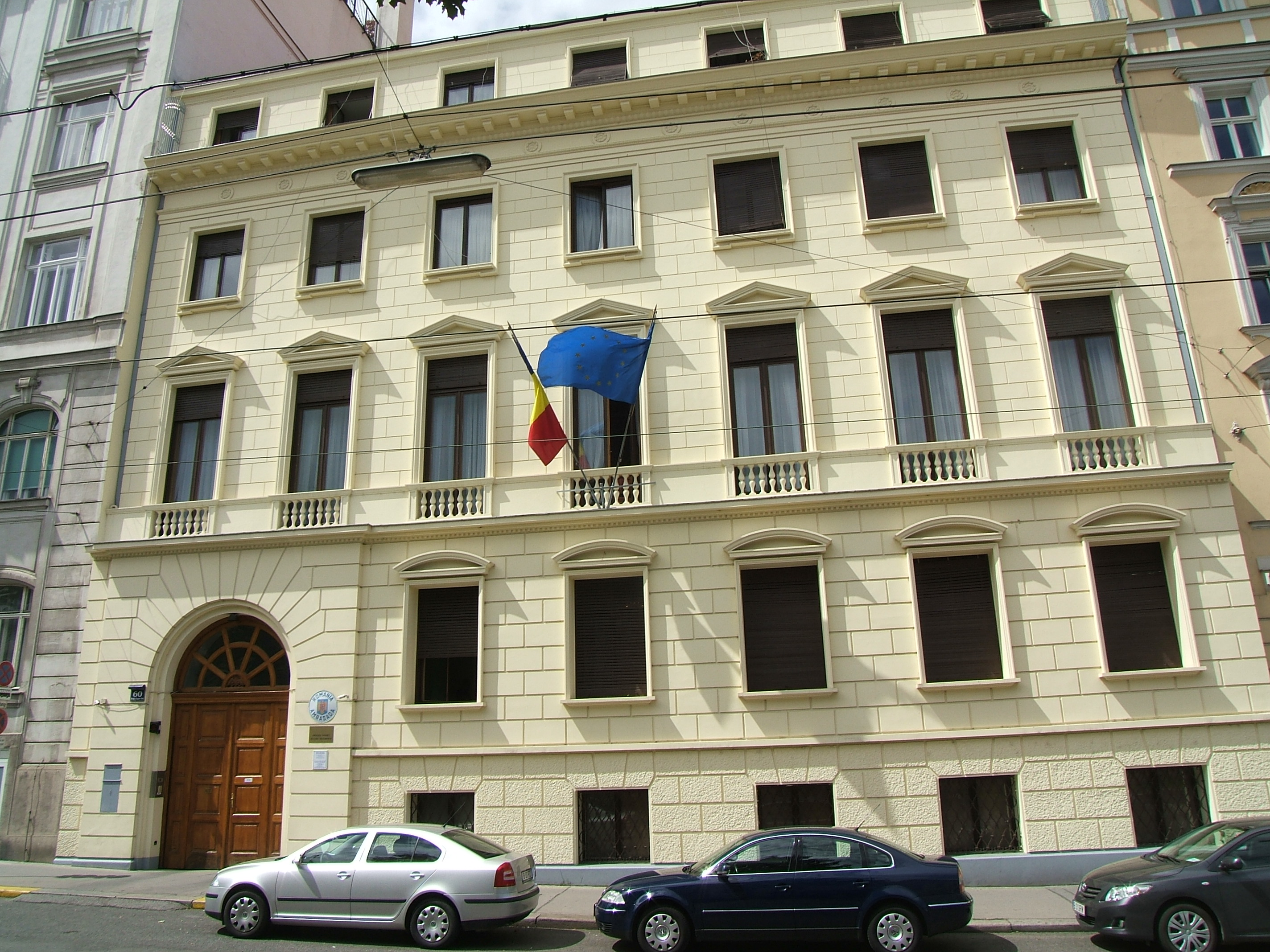
Посольство Румунії в Австрії
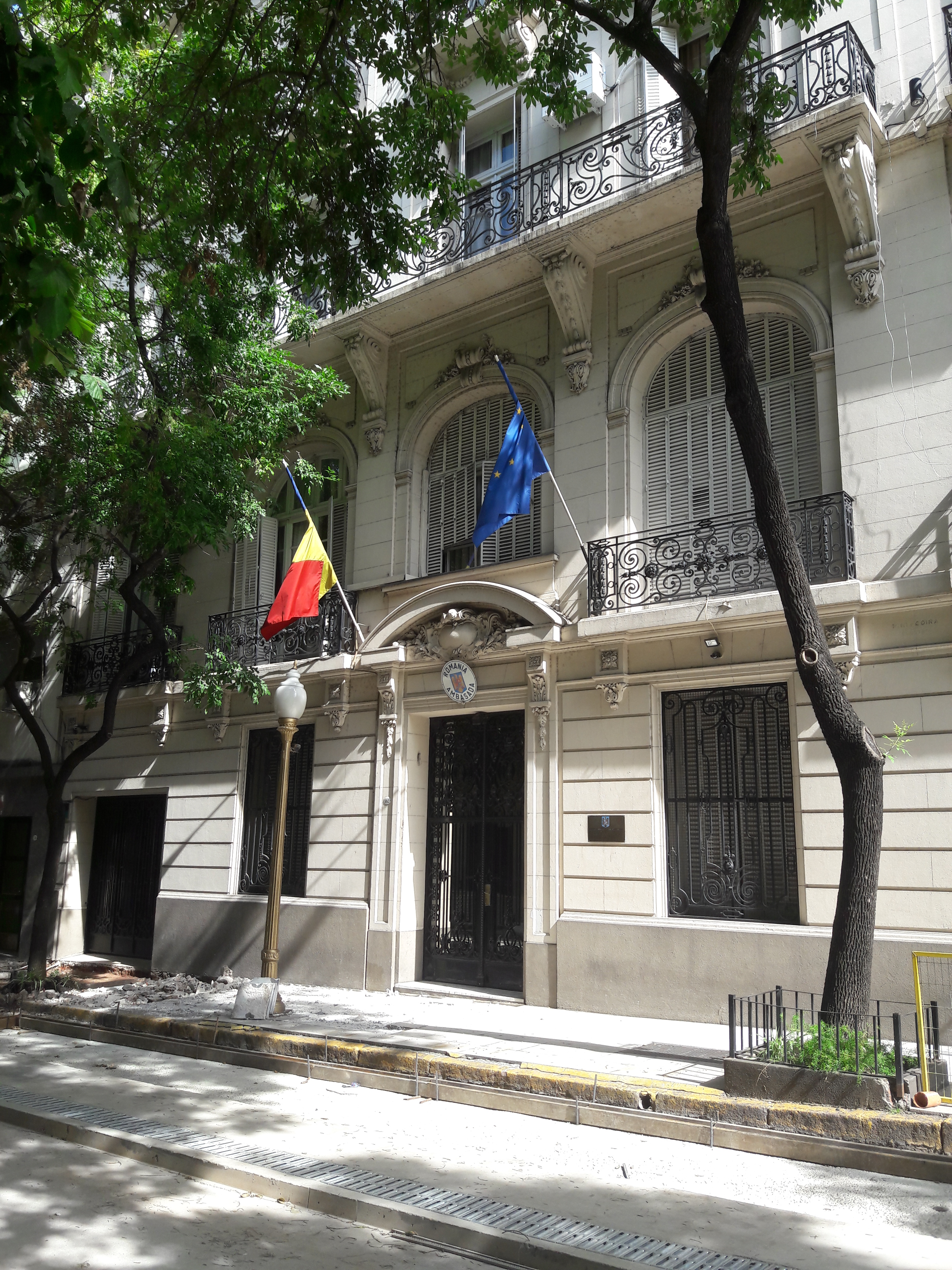
Посольство Румунії в Аргентині
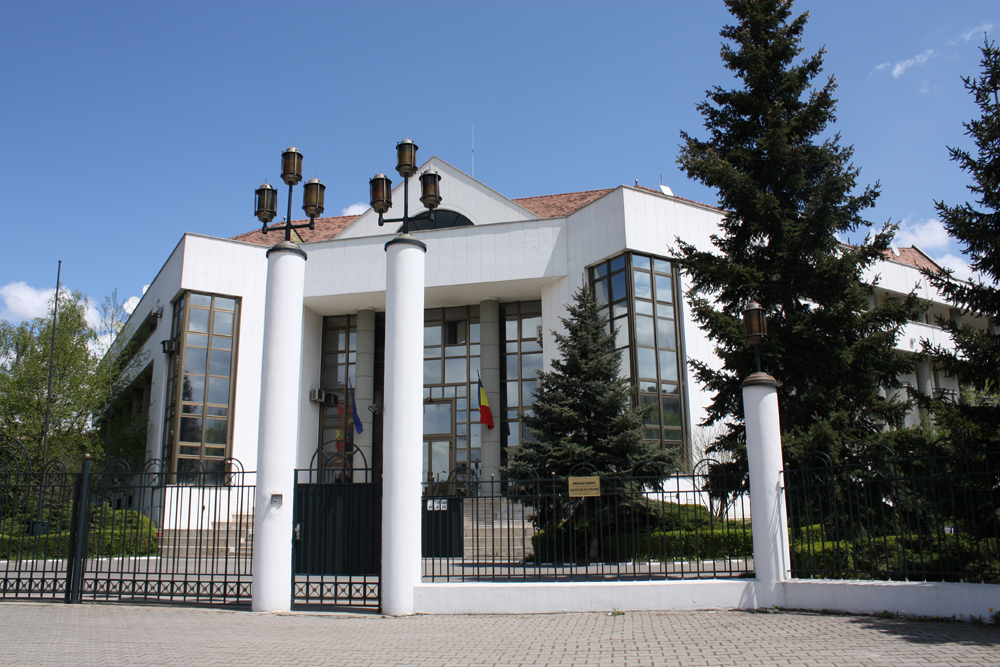
Посольство Румунії в Болгарії
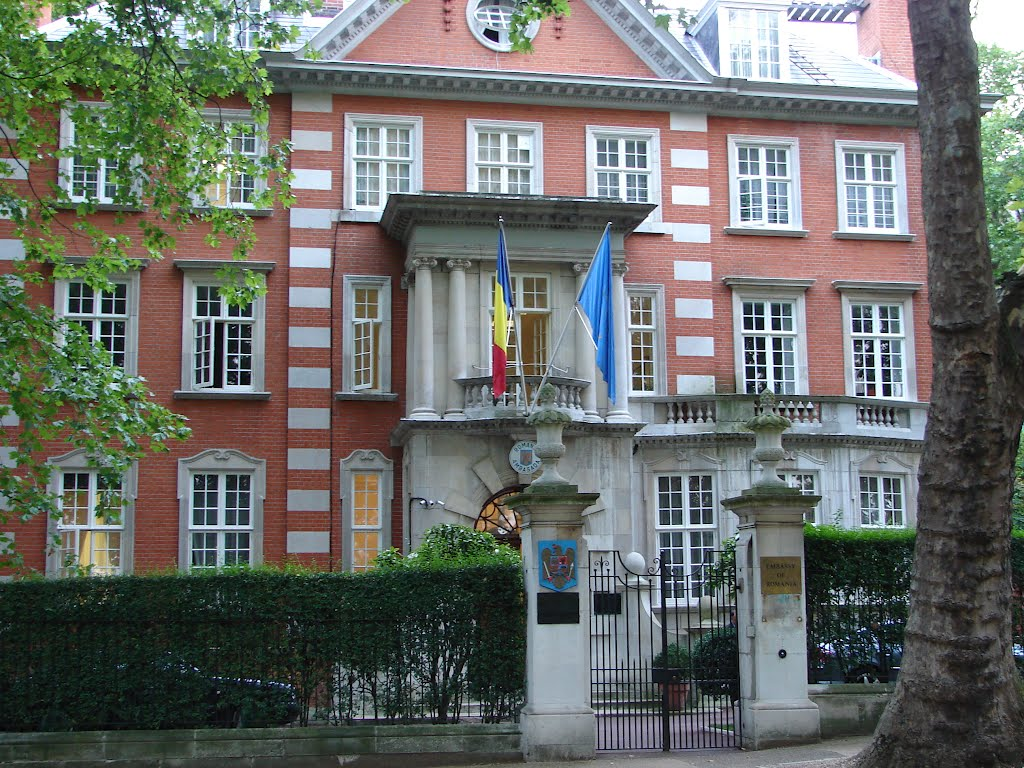
Посольство Румунії у Великій Британії
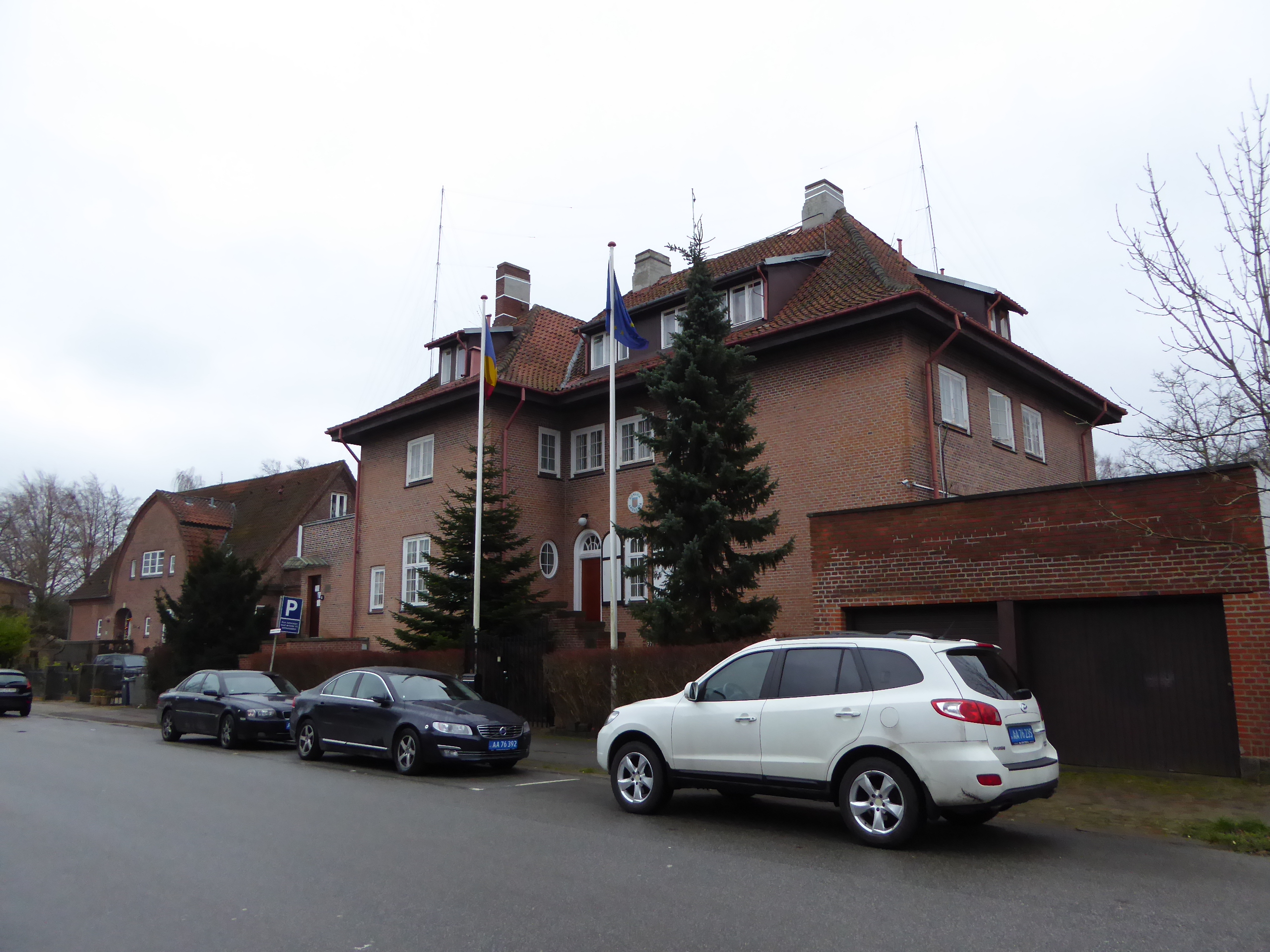
Посольство Румунії в Данії
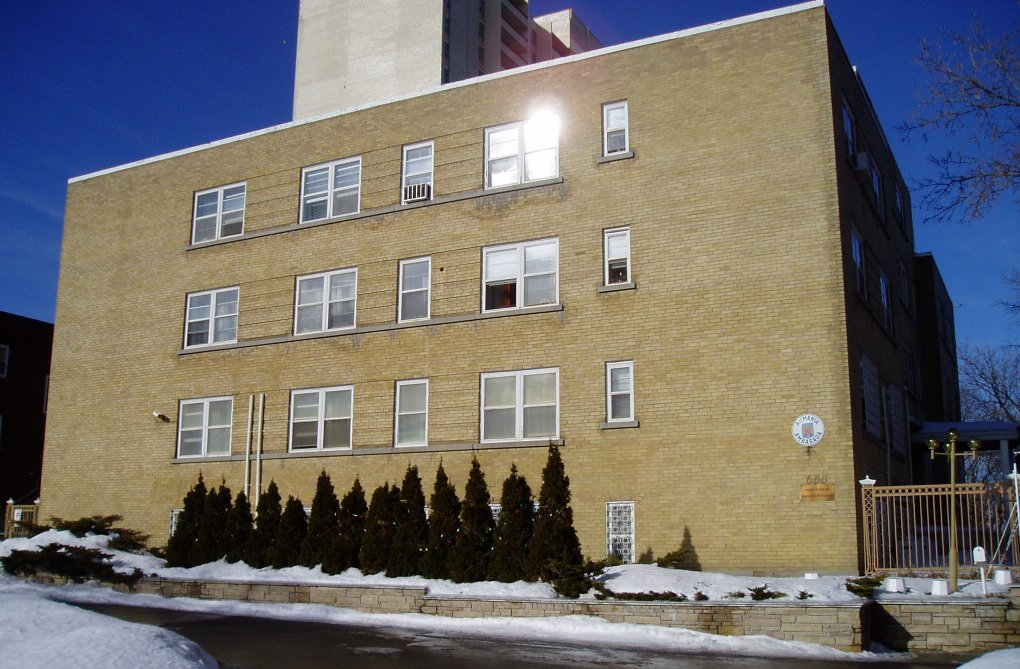
Посольство Румунії в Канаді
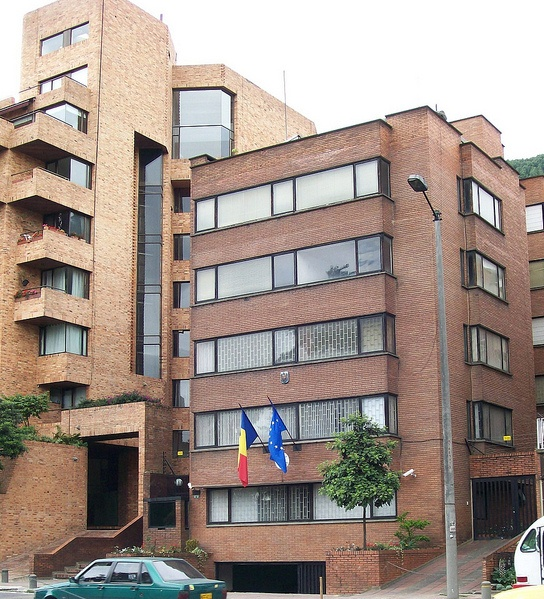
Посольство Румунії в Колумбії
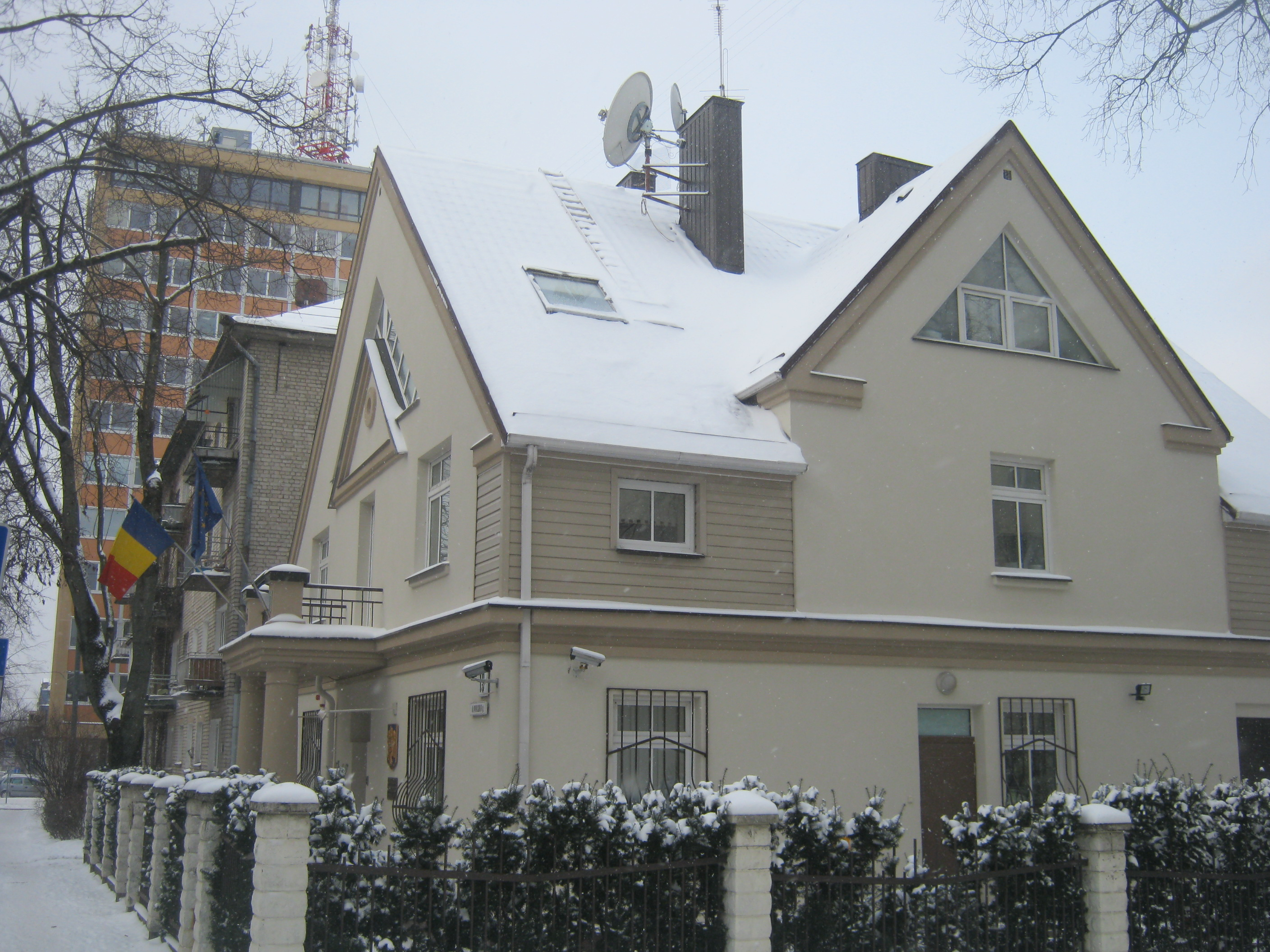
Посольство Румунії в Литві
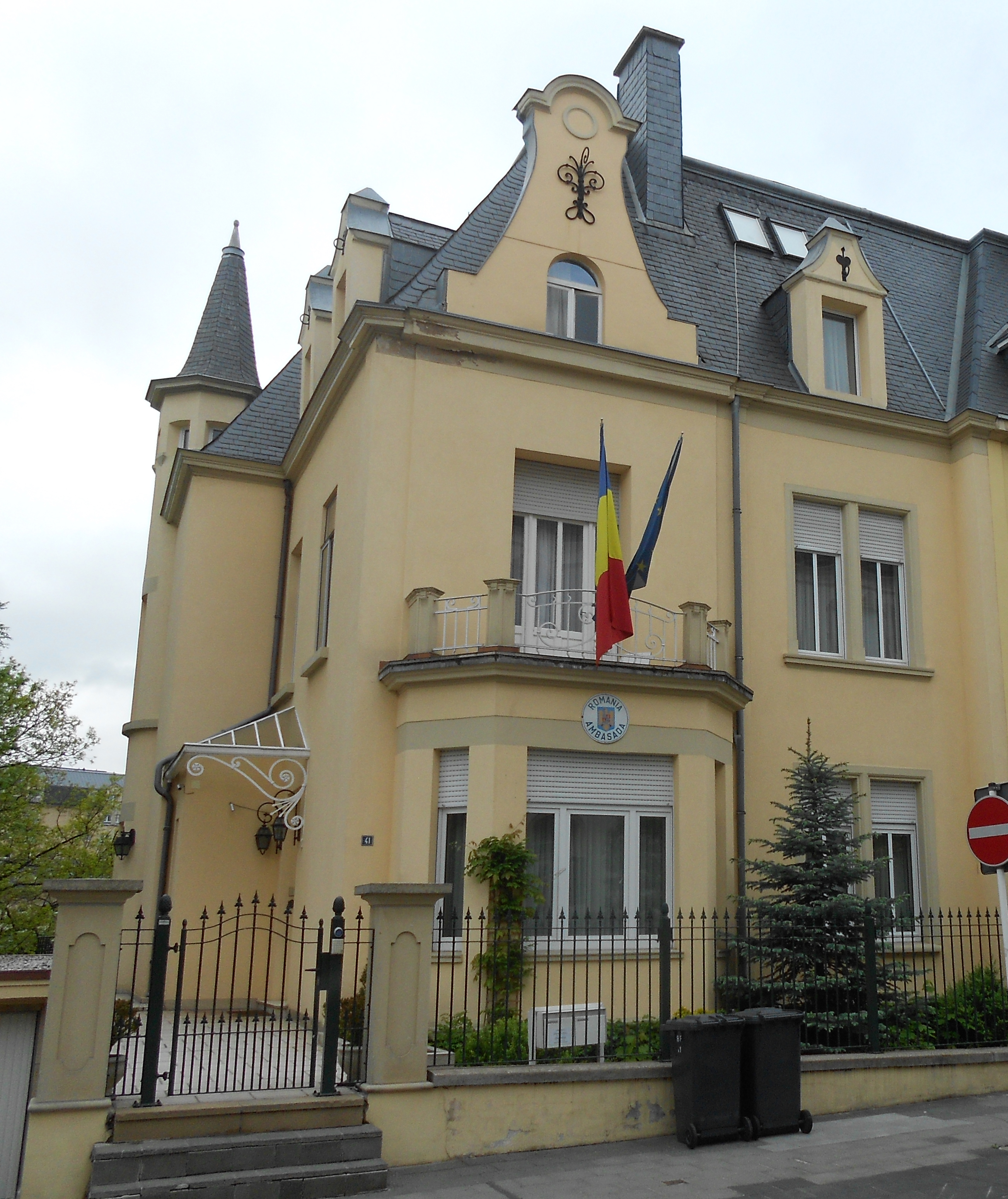
Посольство Румунії в Люксембурзі
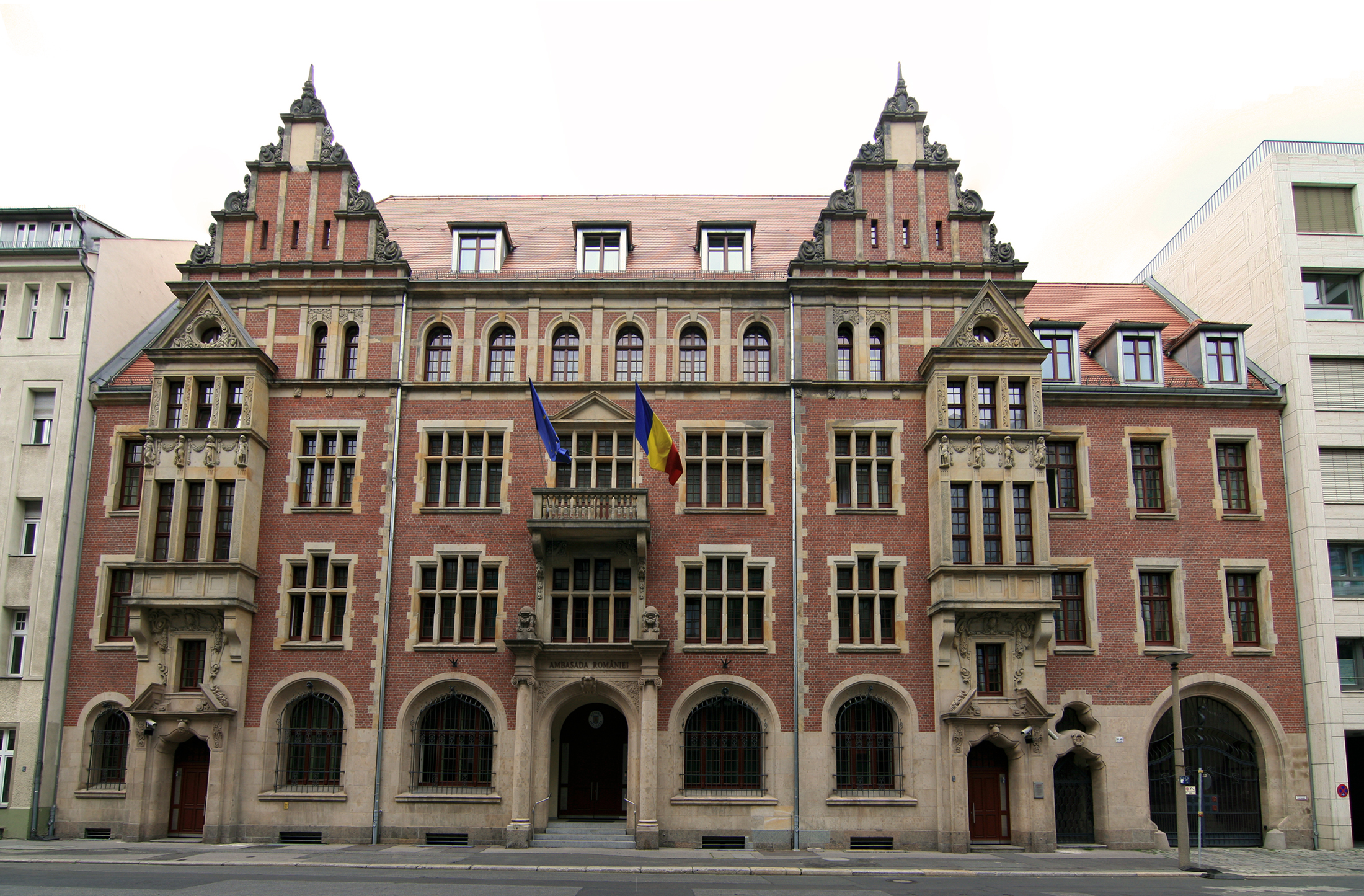
Посольство Румунії в Німеччині
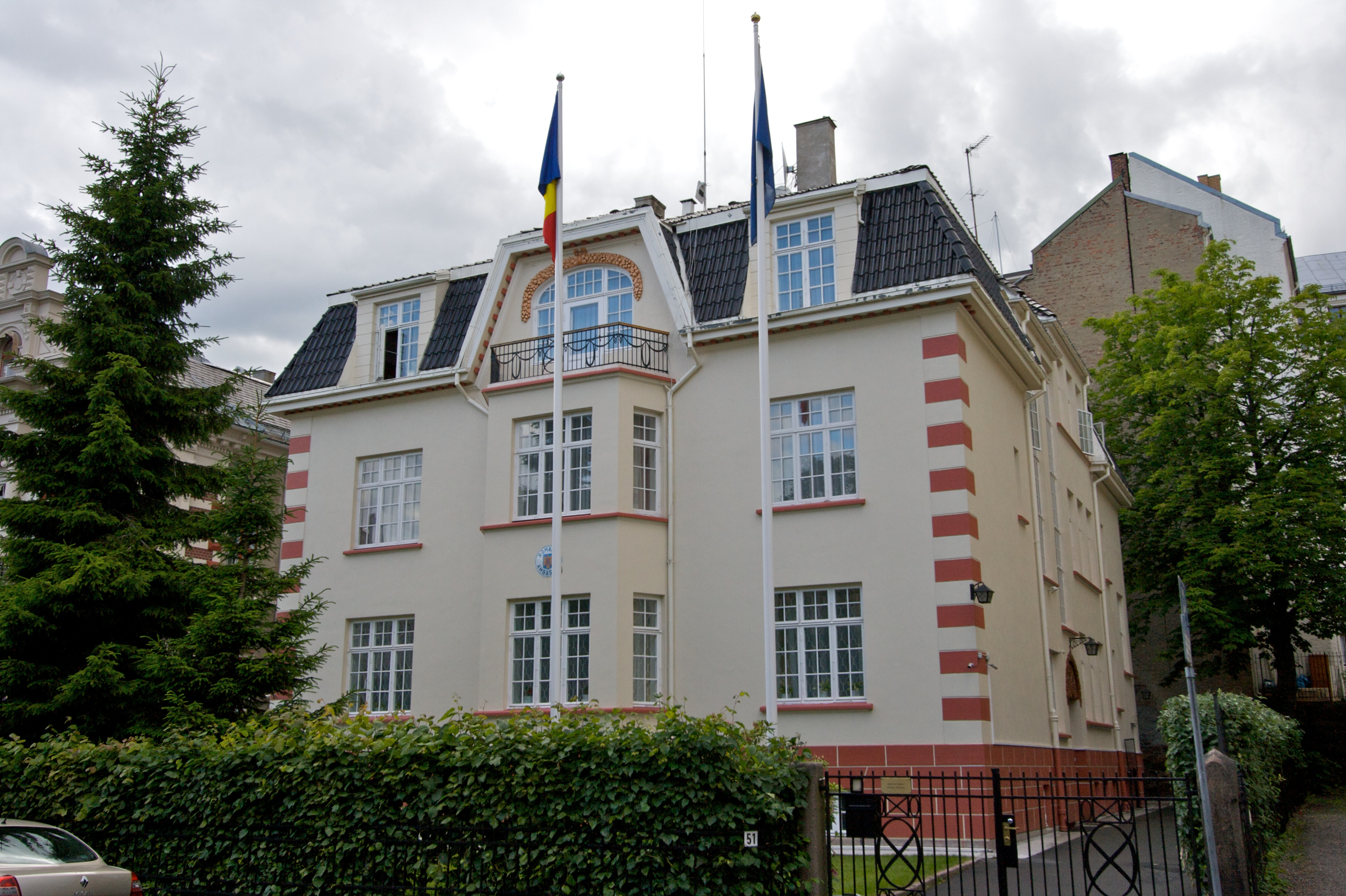
Посольство Румунії в Норвегії
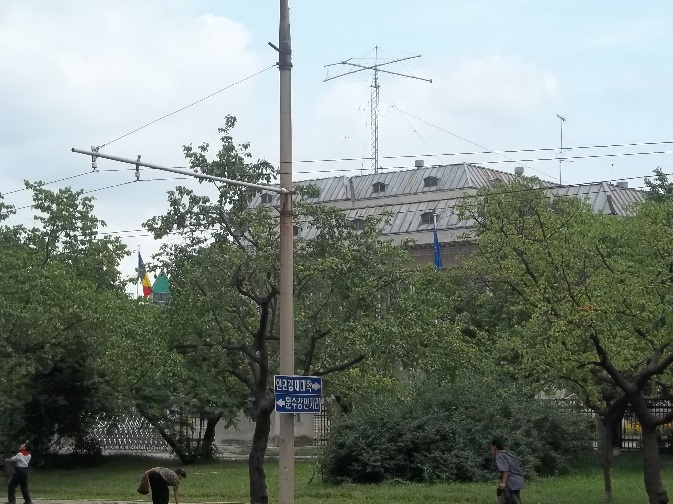
Посольство Румунії в Північній Кореї
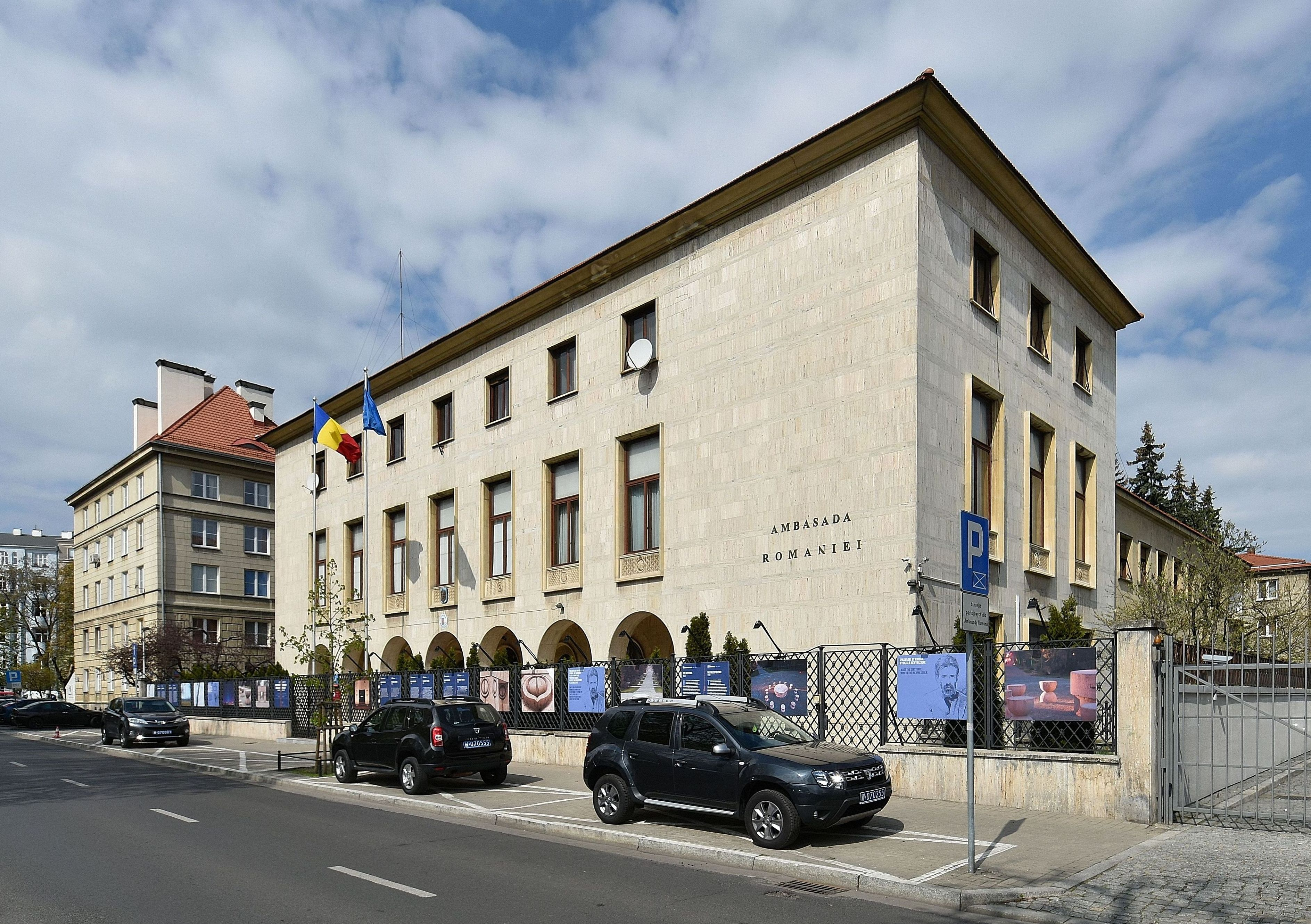
Посольство Румунії в Польщі
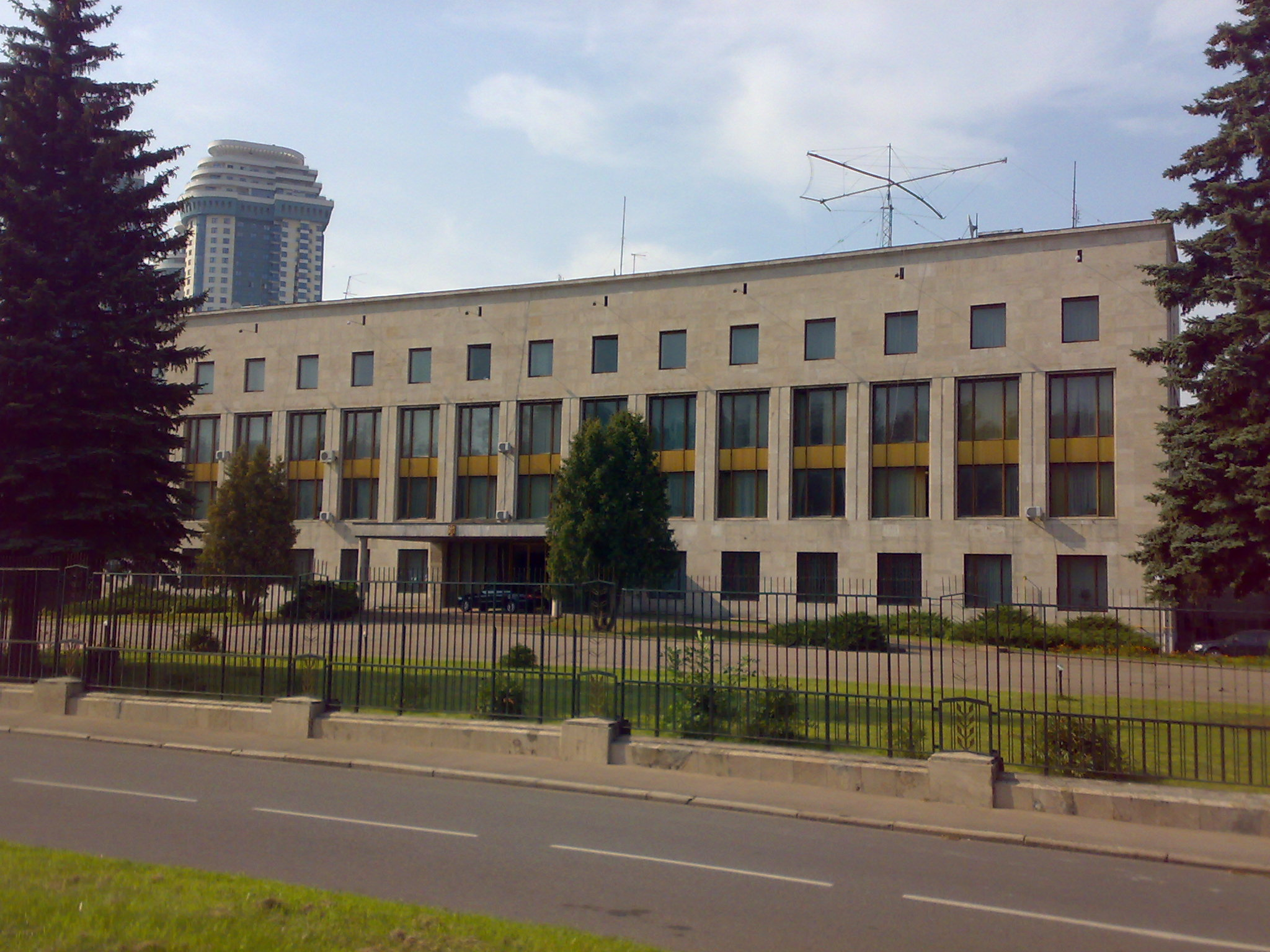
Посольство Румунії в Росії
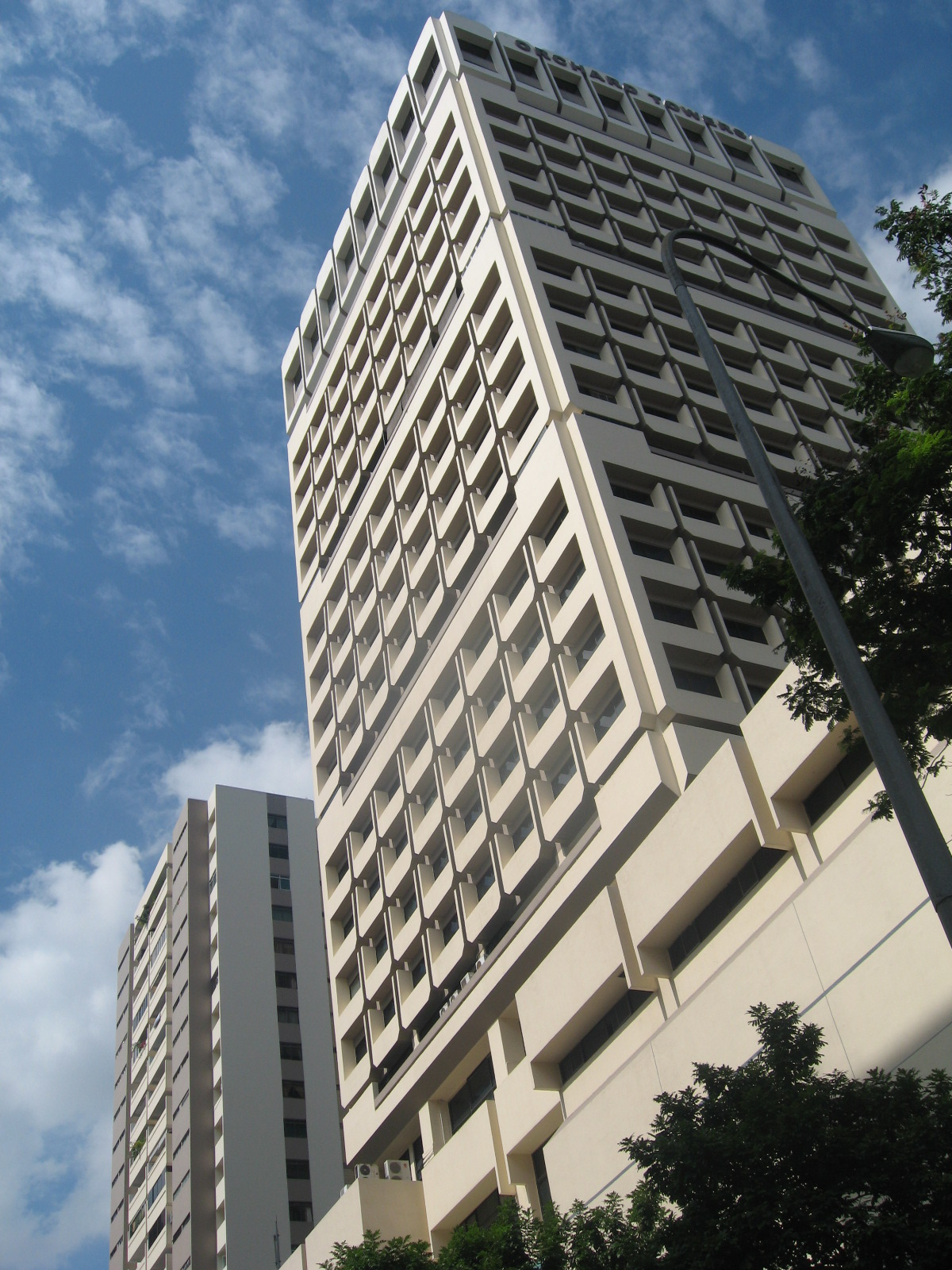
Посольство Румунії в Сінгапурі
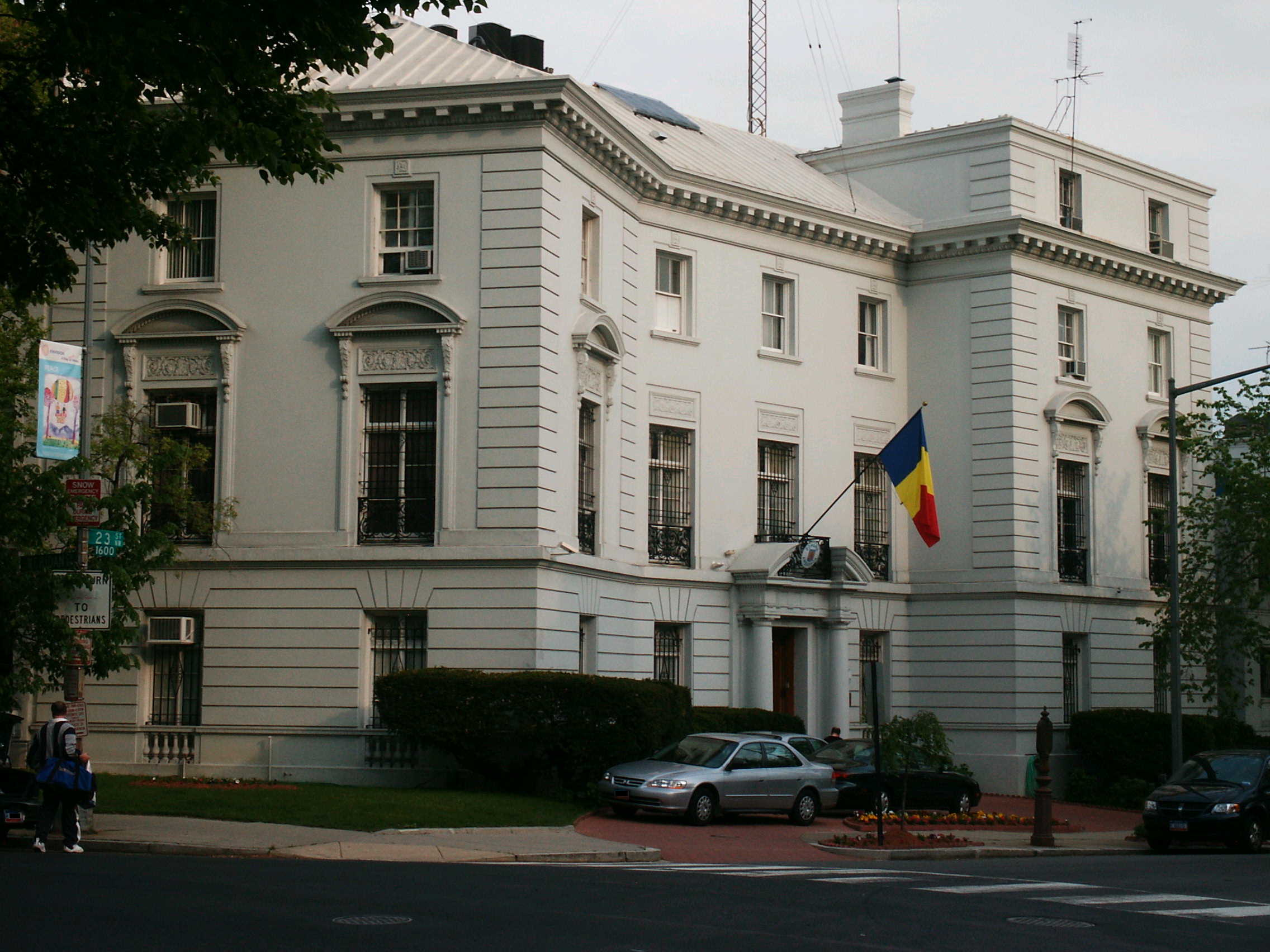
Посольство Румунії в США
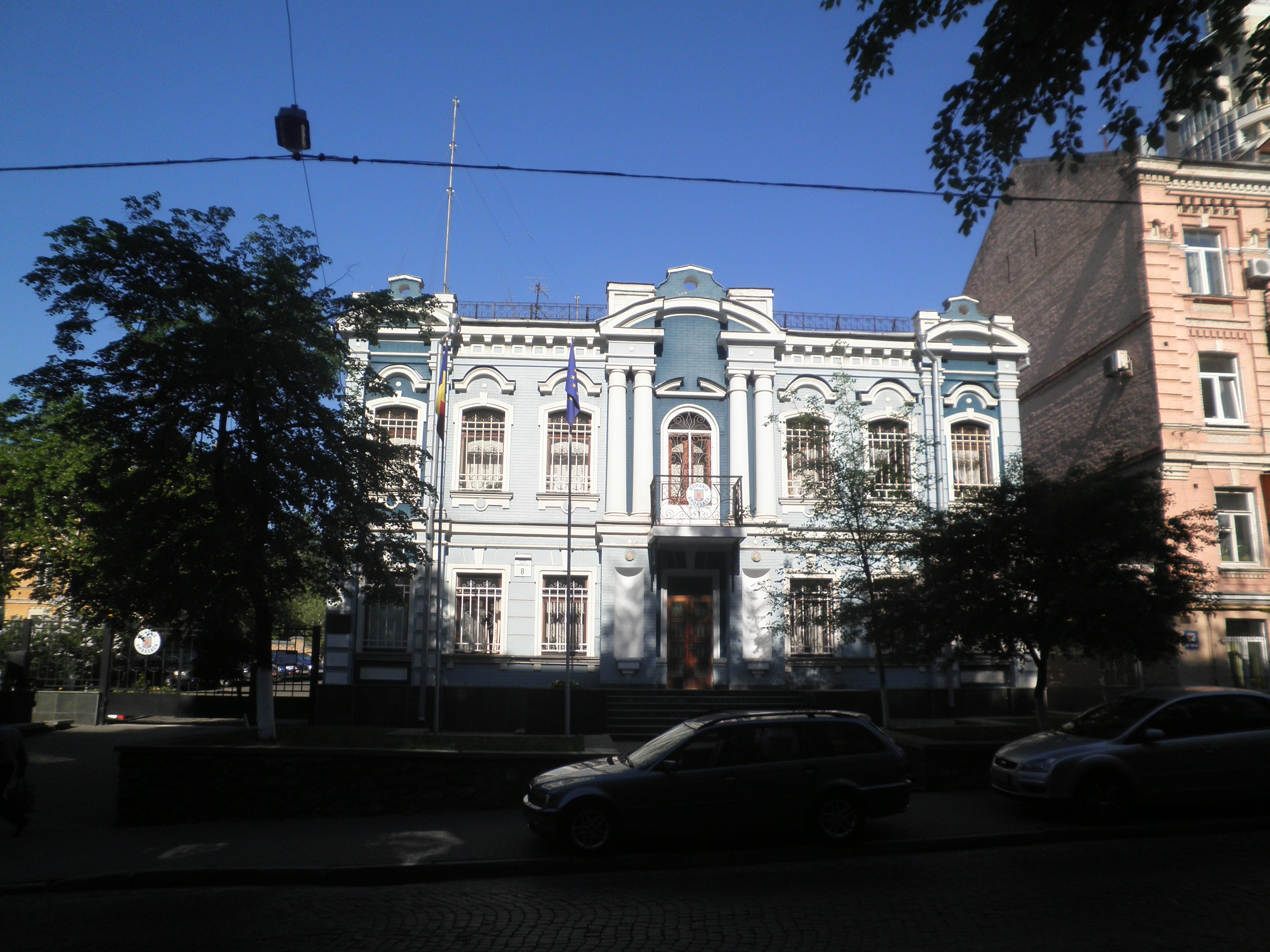
Посольство Румунії в Україні
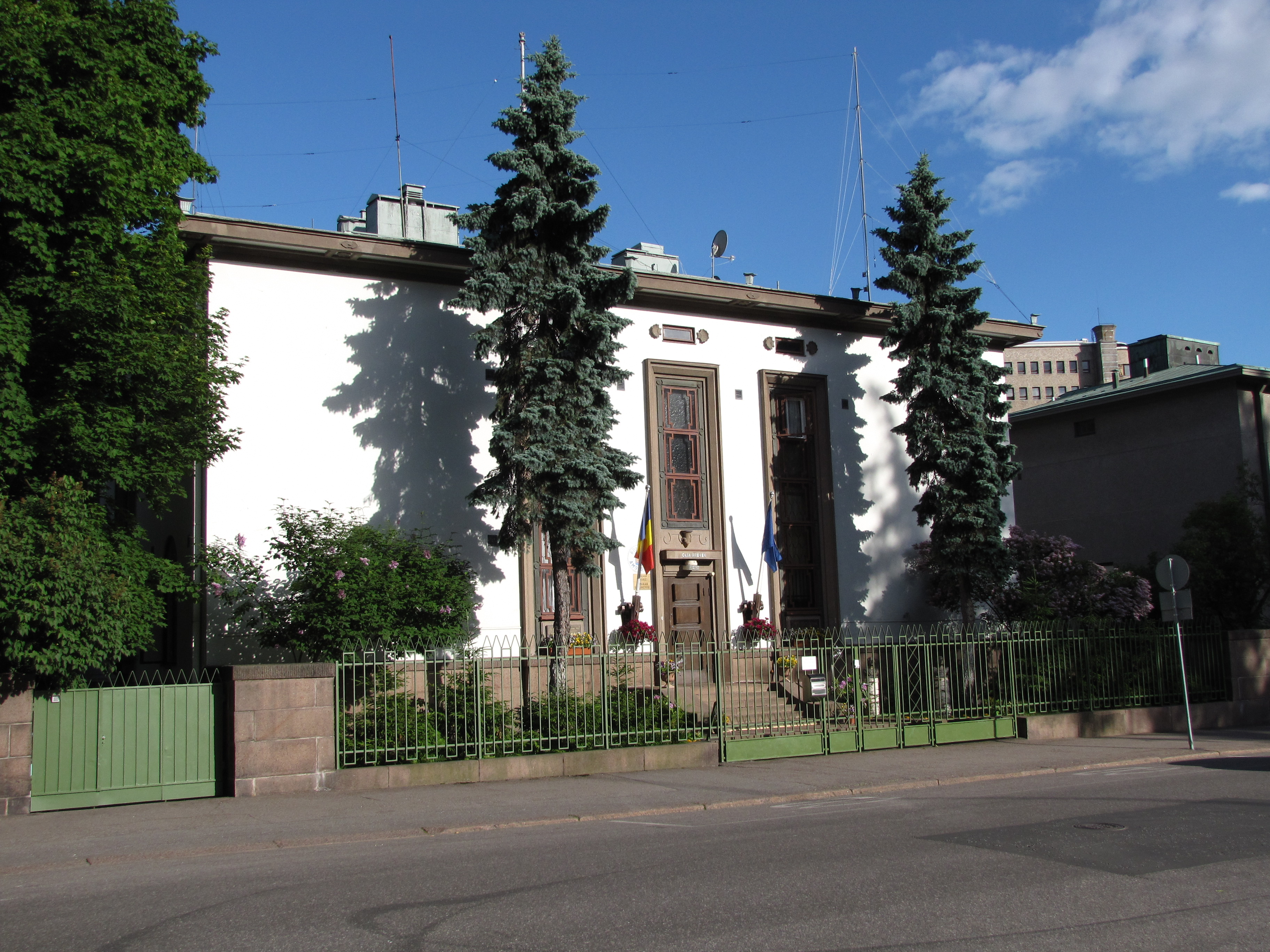
Посольство Румунії у Фінляндії
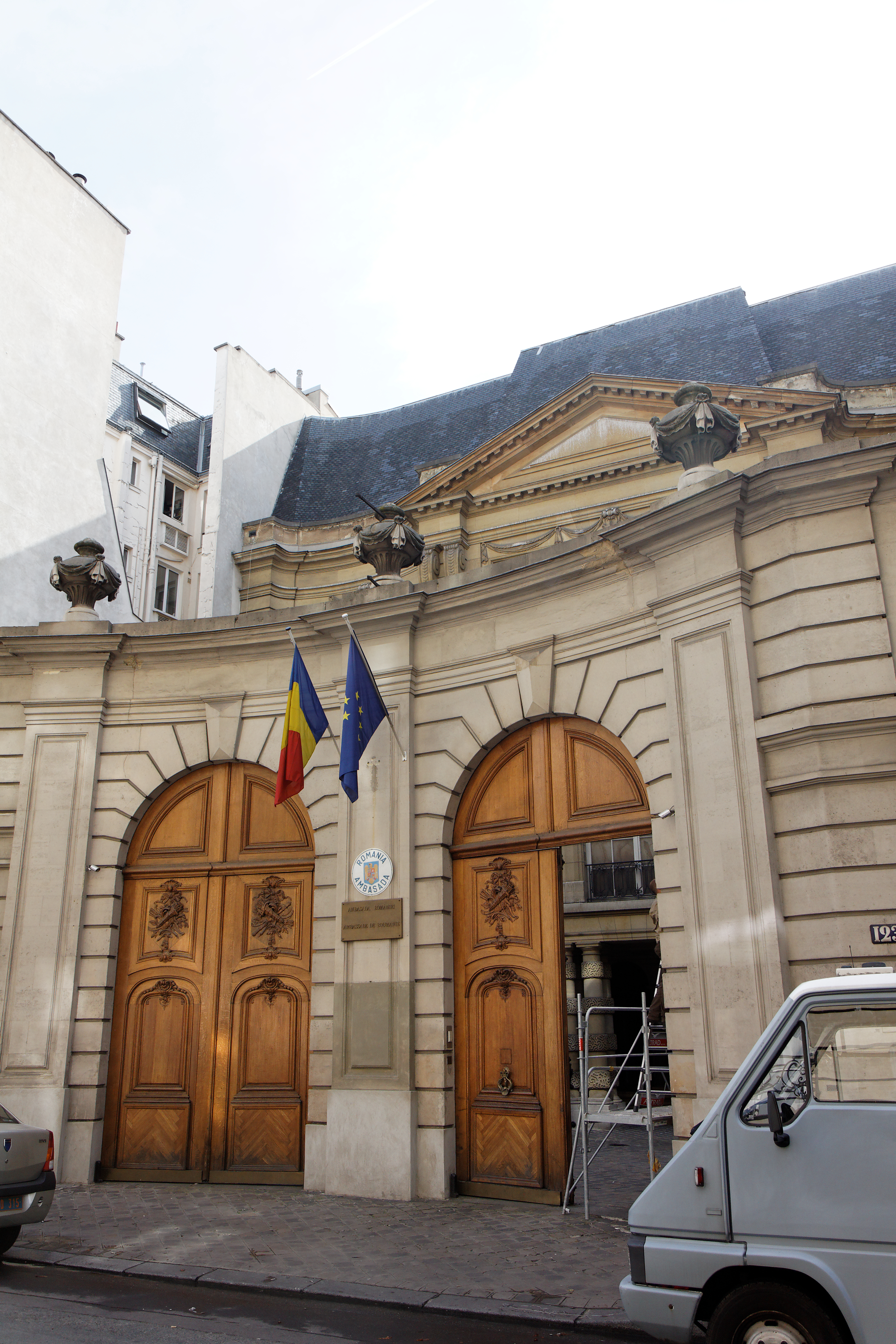
Посольство Румунії у Франції
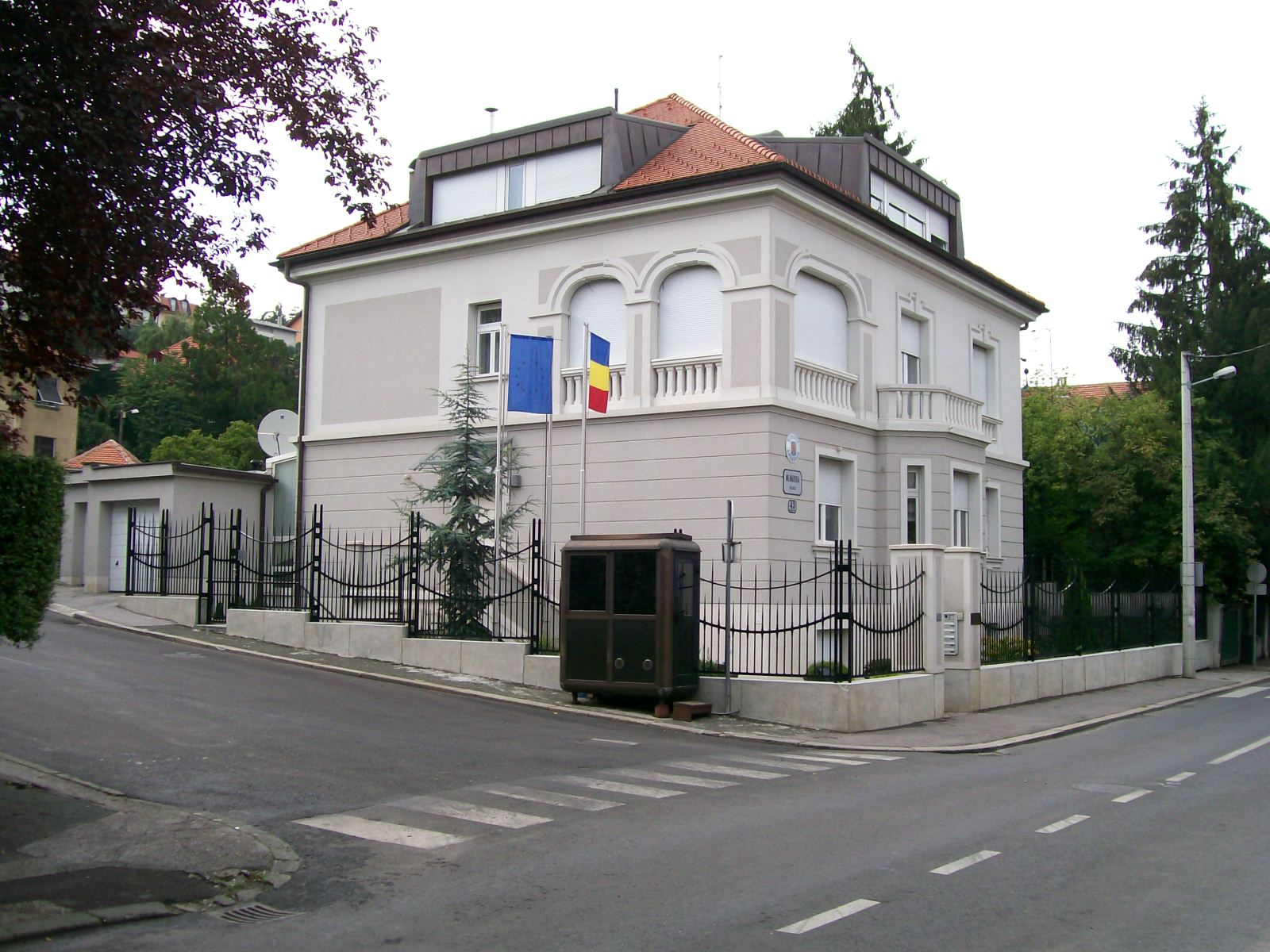
Посольство Румунії в Хорватії
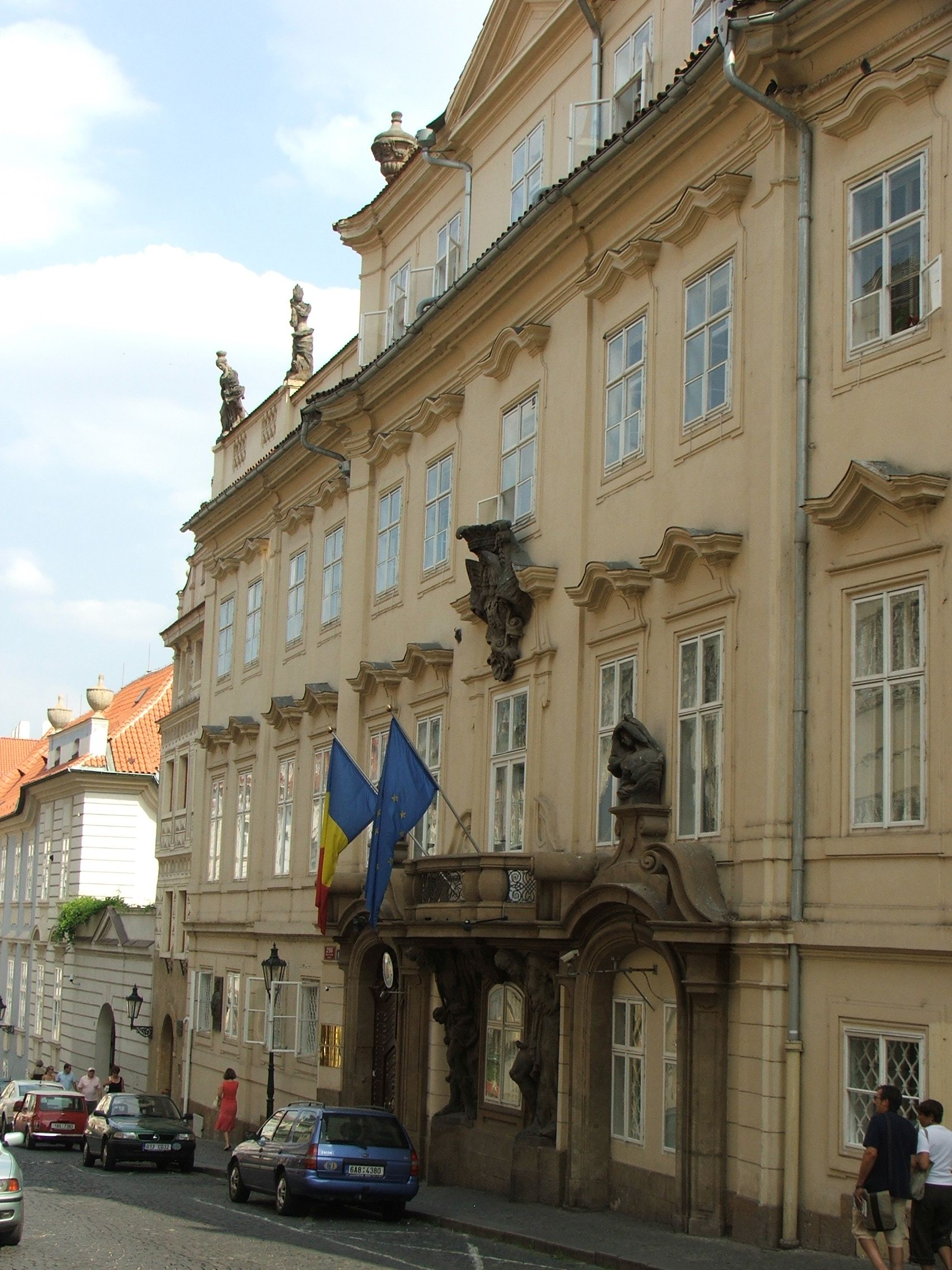
Посольство Румунії в Чехії
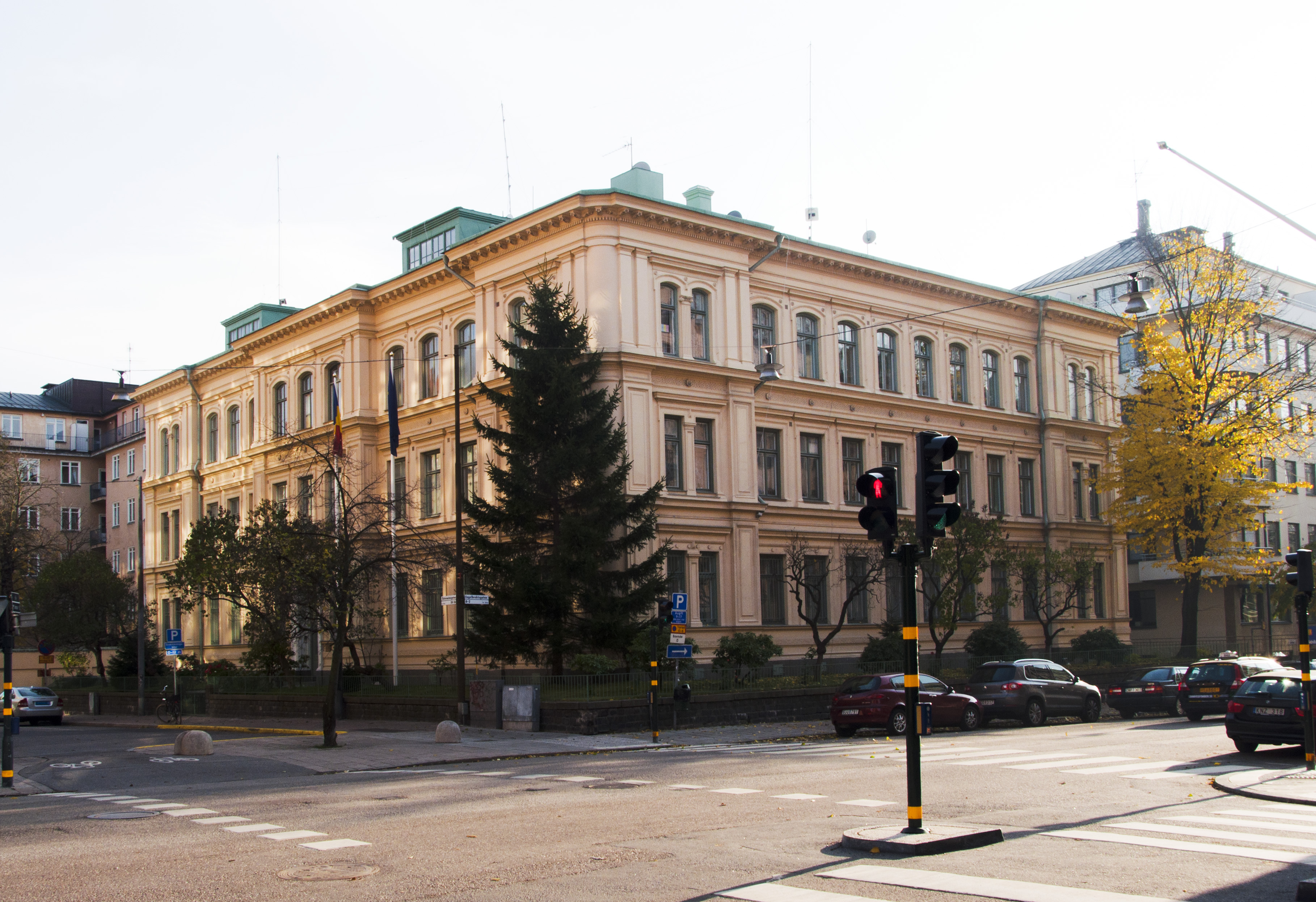
Посольство Румунії в Швеції

### Генеральні консульства

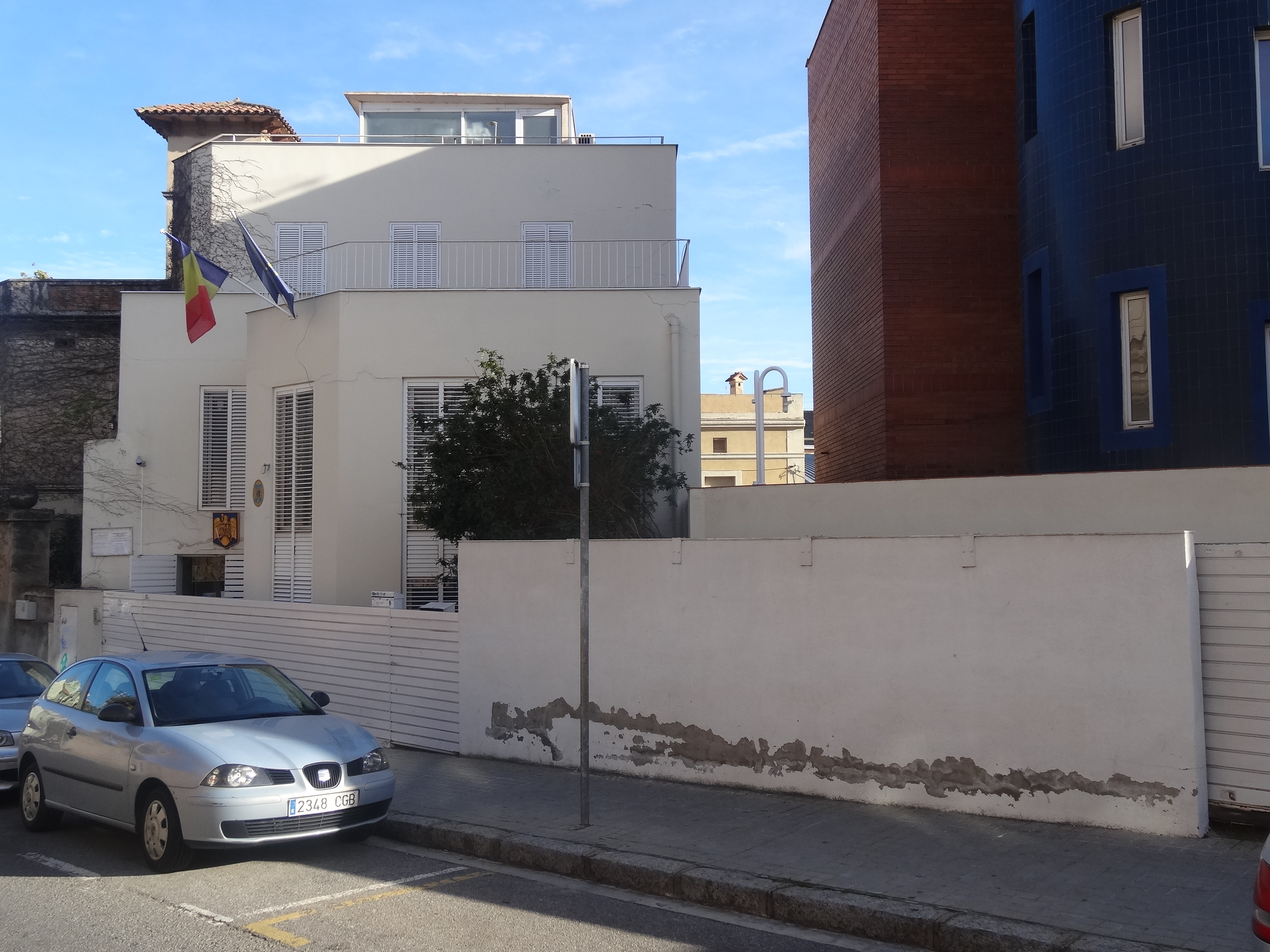
Посольство Румунії в Барселоні, Іспанія
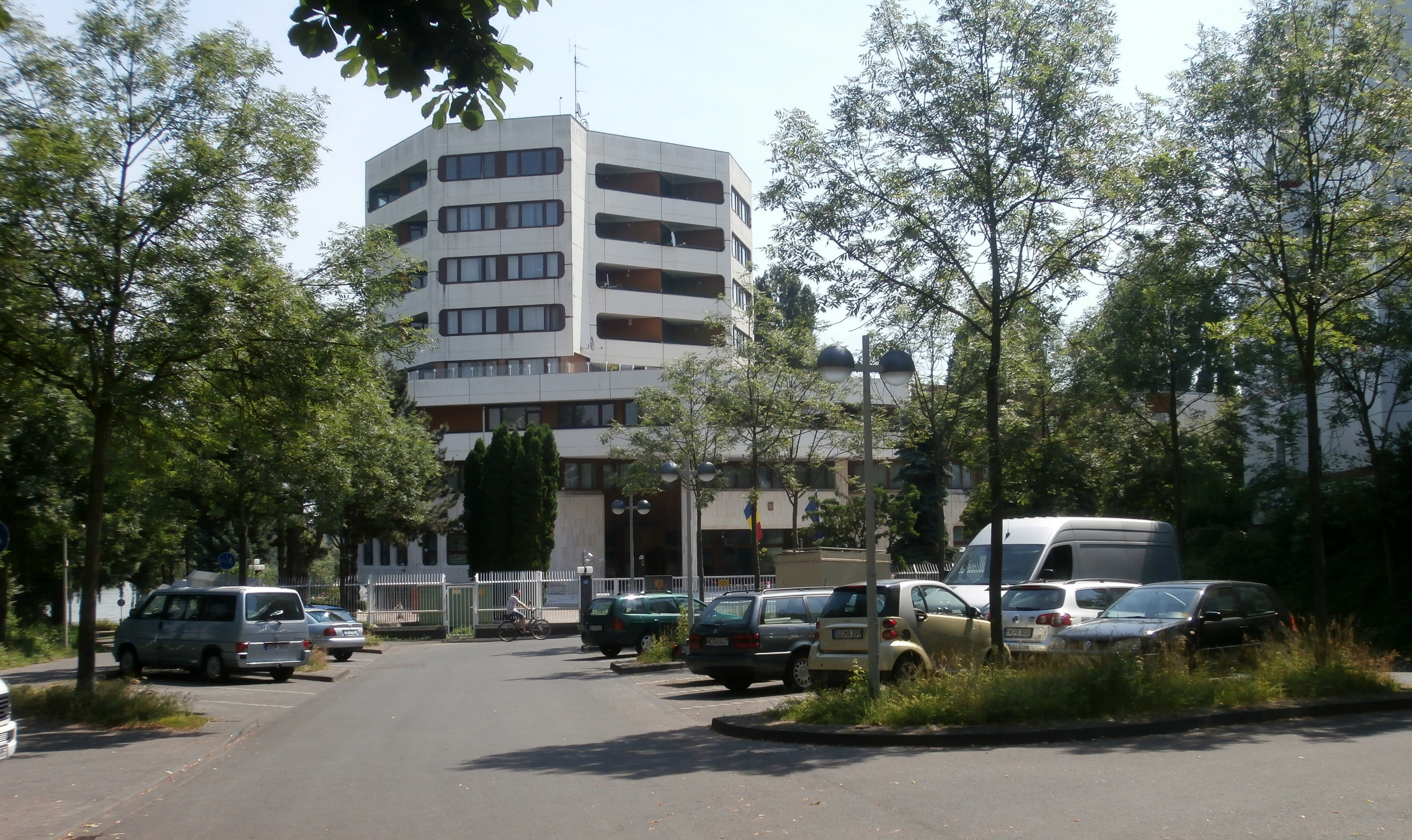
Посольство Румунії в Бонні, Німеччина
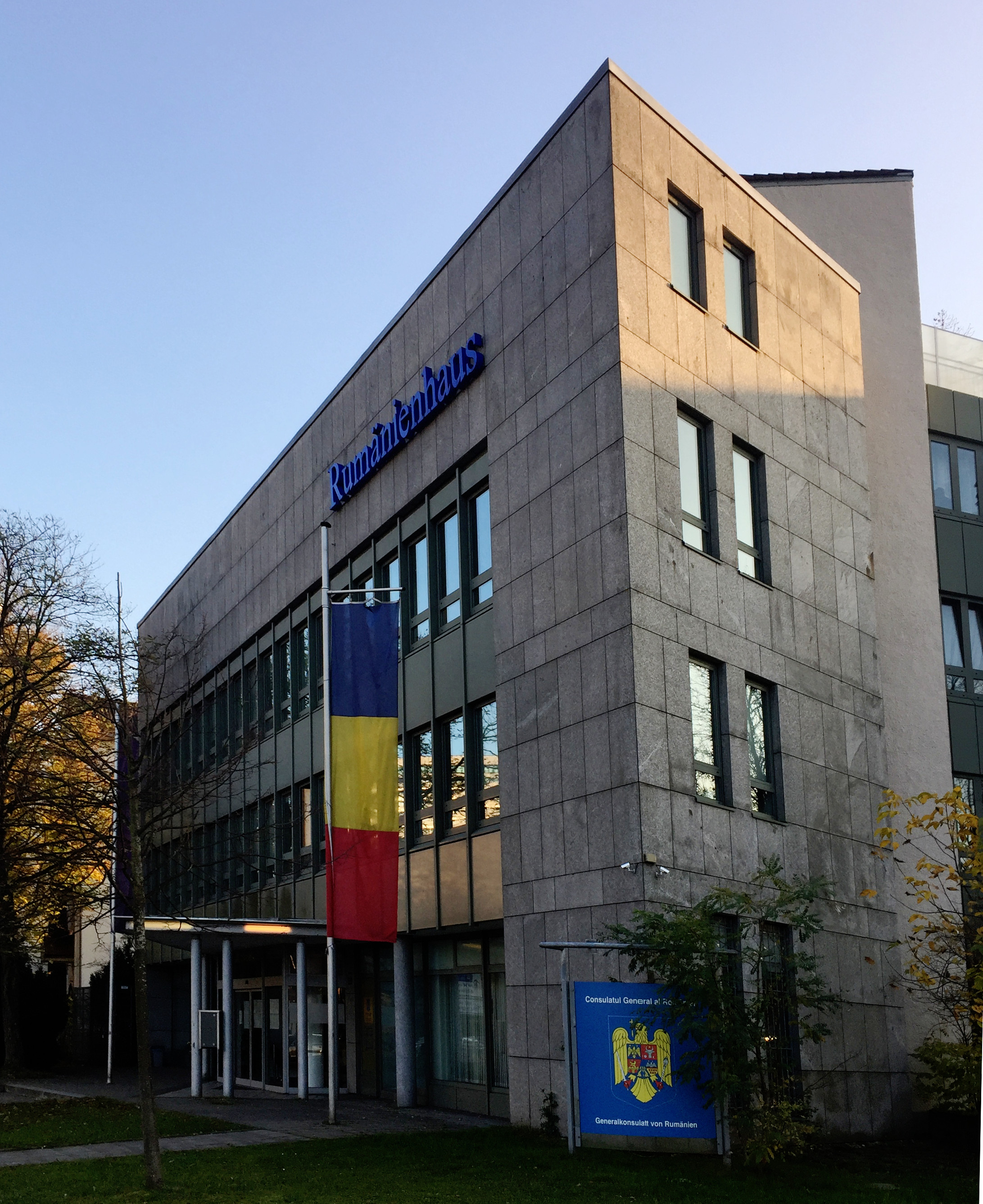
Генеральне консульство Румунії в Мюнхені, Німеччина
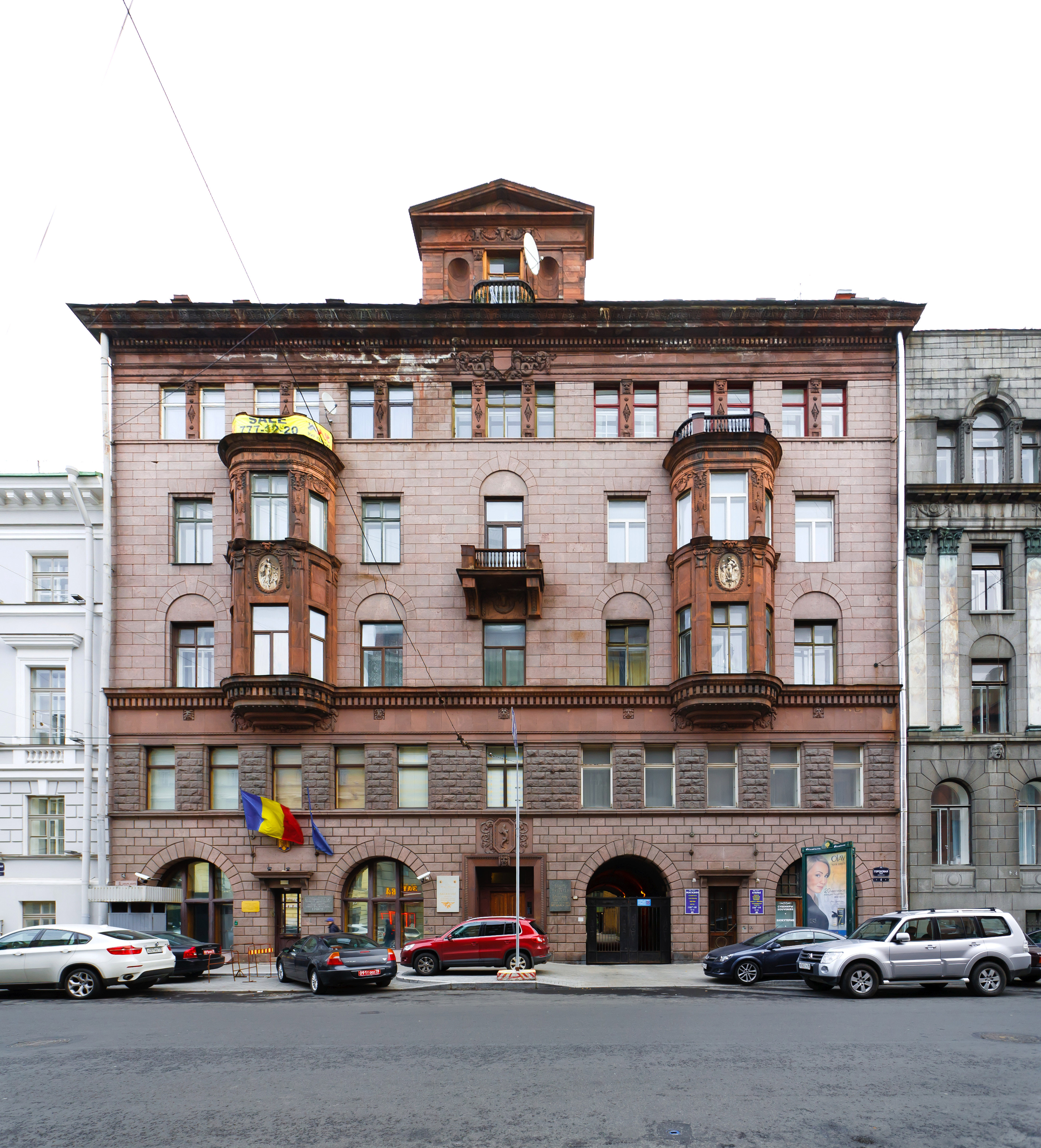
Посольство Румунії в Санкт-Петербурзі, Росія
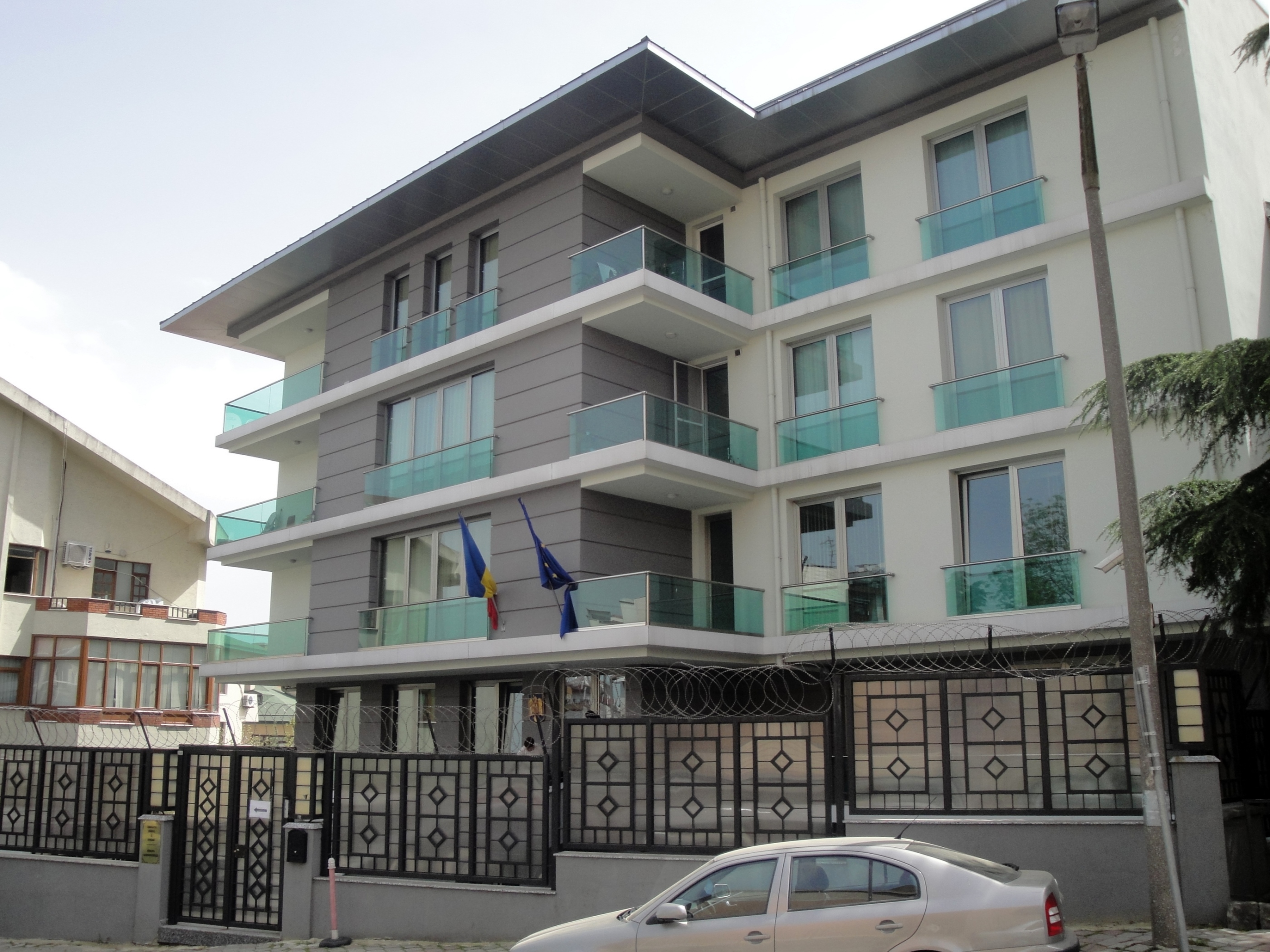
Генеральне консульство Румунії в Стамбулі, Туреччина
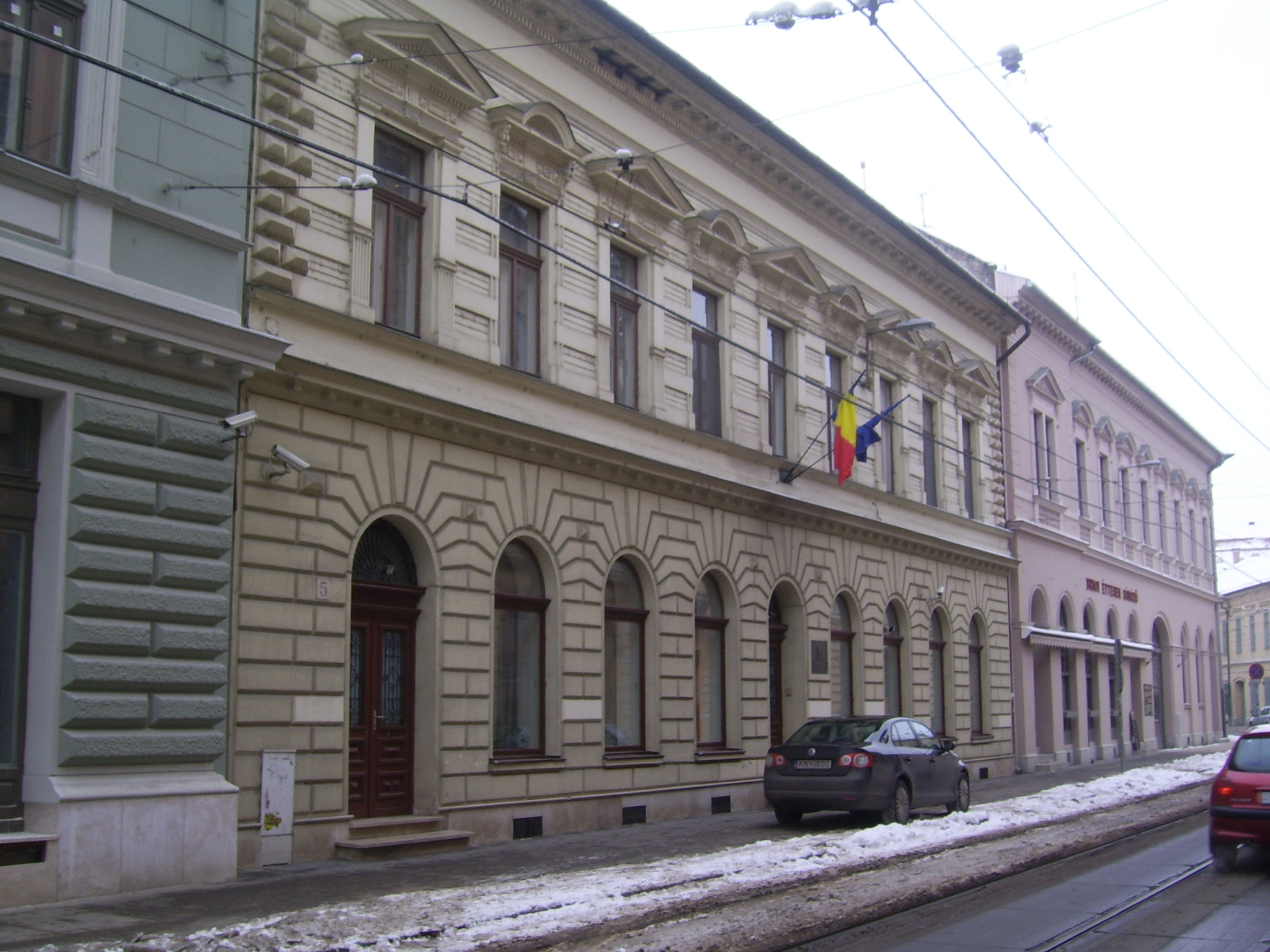
Генеральне консульство Румунії в Сегеді, Угорщина